# Finnlines
Finnlines är ett finländskt rederi med italienska Grimaldi Group som ägare.
Trafiken inleddes 1962 med ett nybyggt fartyg som från början var beställt av Viking Line, och sattes in Hangö-Visby/Slite-Travemünde.
Linjenätet når idag från Finland till Belgien, Irland, Polen, Spanien, Sverige, Tyskland och Åland, däribland linjen Helsingfors-Travemünde som trafikeras av fem fartyg: M/S Finnstar, M/S Finnmaid, M/S Finnlady, M/S Nordlink och M/S Europalink.
Finnlines äger även Finnlink, som trafikerar mellan Nådendal och Kapellskär med fartygen M/S Finnfellow, M/S Finnclipper och M/S Finneagle. Denna trafik inleddes 1990.
Finnlines äger också några andra dotterbolag, bland annat Nordö-Link, som köptes 2002.
Rederiet trafikerar under Finnlines varumärke linjen Malmö-Travemünde med fartygen: , M/S Finnfellow, M/S Finntrader och M/S Finnpartner.

## Fartyg
| Fartyg          | Typ             | Byggt | I tjänst | Dödvikt   | Passagerare | Nuvarande rutt                                                    | Anmärkning | Flagga  | Bild |
| --------------- | --------------- | ----- | -------- | --------- | ----------- | ----------------------------------------------------------------- | ---------- | ------- | ---- |
| M/S Finnstar    | Kryssningsfärja | 2006  | 2006–    | 45 923 GT | 500         | Helsingfors – Travemünde                                          |            | Finland |      |
| M/S Finnmaid    | Kryssningsfärja | 2006  | 2006–    | 45 923 GT | 500         | Helsingfors – Travemünde                                          |            | Finland |      |
| M/S Finnlady    | Kryssningsfärja | 2007  | 2007–    | 45 923 GT | 500         | Helsingfors – Travemünde                                          |            | Finland |      |
| M/S Finncanopus | Kryssningsfärja | 2023  | 2023–    | 65 692 GT | 1212        | Nådendal – Långnäs – Kapellskär                                   |            | Finland |      |
| M/S Finnsirius  | Kryssningsfärja | 2023  | 2023–    | 65 692 GT | 1212        | Nådendal – Långnäs – Kapellskär                                   |            | Finland |      |
| M/S Finnfellow  | Kryssningsfärja | 2000  | 2003–    | 33 724 GT | 500         | Malmö – Świnoujście                                               |            | Sverige |      |
| M/S Finnswan    | Kryssningsfärja | 2007  | 2018–    | 45 923 GT | 500         | Malmö – Travemünde                                                |            | Sverige |      |
| M/S Finnpartner | Kryssningsfärja | 1995  | 2000–    | 33 313 GT | 270         | Malmö – Travemünde                                                |            | Sverige |      |
| M/S Finntrader  | Kryssningsfärja | 1995  | 2000–    | 33 313 GT | 270         | Malmö – Travemünde                                                |            | Sverige |      |
| M/S Finnkraft   | RO-RO           | 2000  | 2000–    | 11 530 GT | 12          | Åbo – Travemünde                                                  |            | Finland |      |
| M/S Finnpulp    | RO-RO           | 2002  | 2002–    | 25 654 GT | 12          | Rosslare – Zeebrügge                                              |            | Finland |      |
| M/S Finnmill    | RO-RO           | 2002  | 2002–    | 25 654 GT | 12          | Hangö – Gdynia                                                    |            | Finland |      |
| M/S Finnbreeze  | RO-RO           | 2011  | 2011–    | 25 654 GT | 12          | Helsingfors – Travemünde                                          |            | Finland |      |
| M/S Finnsea     | RO-RO           | 2011  | 2011–    | 25 654 GT | 12          | Hangö – Rostock                                                   |            | Finland |      |
| M/S Finnsky     | RO-RO           | 2012  | 2012–    | 25 654 GT | 12          | Hangö – Rostock                                                   |            | Finland |      |
| M/S Finnsun     | RO-RO           | 2012  | 2012–    | 25 654 GT | 12          |                                                                   |            | Finland |      |
| M/S Finntide    | RO-RO           | 2012  | 2012–    | 25 654 GT | 12          | Helsingfors – Travemünde                                          |            | Finland |      |
| M/S Finnwave    | RO-RO           | 2012  | 2012–    | 28 802 GT | 12          | Rosslare – Zeebrügge                                              |            | Finland |      |
| M/S Finneco I   | RO-RO           | 2022  | 2022–    | 60 515 GT | 0           | Zeebrügge – Travemünde – Helsingfors                              |            | Finland |      |
| M/S Finneco II  | RO-RO           | 2022  | 2022–    | 60 370 GT | 0           | Bilbao – Antwerpen – Zeebrügge – Travemünde – Kotka – Helsingfors |            | Finland |      |
| M/S Finneco III | RO-RO           | 2022  | 2022–    | 60 515 GT | 0           | Spanien – Belgien – Tyskland – Finland                            |            | Finland |      |